# Eugeniusz Tkaczyszyn-Dycki
Eugeniusz Tkaczyszyn-Dycki (ur. 12 listopada 1962 w Wólce Krowickiej) – polski poeta.

## Życiorys
Jest synem Ukrainki i Polaka. W dzieciństwie mieszkał w okolicach Przemyśla. Absolwent filologii polskiej na UMCS. Tamże rozpoczął, lecz nie ukończył studiów doktoranckich. Debiutował w „Akcencie” nr 4 z 1989 roku. W latach 1990–2003 współpracował z kwartalnikiem literackim „Kresy”. Od 1991 roku mieszka w Warszawie, od 1993 roku jest członkiem Stowarzyszenia Pisarzy Polskich. Jest członkiem kapituły Poznańskiej Nagrody Literackiej.
Jego poezja, łącząca tradycję (m.in. metafizycznej poezji baroku) ze współczesną dykcją, doczekała się wielu recenzji i opracowań. Zdaniem Piotra Matywieckiego można wyróżnić trzy główne tematy w jego poezji: chorobę/agonię/śmierć, seksualną tożsamość podmiotu lirycznego oraz prowincjonalne życie codzienne. Poeta łączy w swej poezji nie tylko fascynację konceptyzmem, marinizmem, ale także nadaje swym wierszom muzyczność (wiersze meliczne) i nacechowanie filozoficzne. Wśród czytelników fascynujących się tą poezją znalazł się także Czesław Miłosz, który osobiście nagrodził poetę.

## Utwory

### Poezja
- Nenia i inne wiersze (Związek Literatów Polskich, Lublin 1990)[5]
- Peregrynarz (Przedświt, Warszawa 1992)[6]
- Młodzieniec o wzorowych obyczajach (Przedświt, Warszawa 1994)[7]
- Liber mortuorum (Stowarzyszenie Literackie Kresy, Lublin 1997)[8]
- Przewodnik dla bezdomnych niezależnie od miejsca zamieszkania (Biuro Literackie, Legnica 2000)[9]
- Przyczynek do nauki o nieistnieniu (Biuro Literackie, Legnica 2003)[10]
- Dzieje rodzin polskich (Sic!, Warszawa 2005)[11]
- Piosenka o zależnościach i uzależnieniach (Biuro Literackie, Wrocław 2008)[12]
- Imię i znamię (Biuro Literackie, Wrocław 2011)[13]
- Kochanka Norwida (Biuro Literackie, Wrocław 2014)[14]
- Nie dam ci siebie w żadnej postaci (Lokator, Kraków 2016)[15]
- Dwie główne rzeki (WBPiCAK, Poznań 2019)[16]
- Ciało wiersza (Biuro Literackie, Stronie Śląskie 2021)[17]
- Przeszłość zagarnia swoje piękne dzieci (Wydawnictwo Znak, Kraków 2025)[18]

### Wybory wierszy
- Kamień pełen pokarmu (Świat Literacki, Izabelin 1999)[19]
- Daleko stąd zostawiłem swoje dawne i niedawne ciało (Zielona Sowa, Kraków 2003)[20]
- Poezja jako miejsce na ziemi (Biuro Literackie, Wrocław 2006)[21]
- Rzeczywiste i nierzeczywiste staje się jednym ciałem (Biuro Literackie, Wrocław 2009)[22]
- Oddam wiersze w dobre ręce (Biuro Literackie, Wrocław 2010)[23]
- Podaj dalej (WBPiCAK, Poznań 2012)[24]
- Antologia (Hachette Polska, Warszawa 2013)[25]
- My się chyba znamy (Convivo, Warszawa 2018)[26]
- Gdyby ktoś o mnie pytał (Biuro Literackie, Stronie Śląskie 2020)[27]
- Inaczej nie będzie (Biuro Literackie, Kołobrzeg 2022)[28]

### Proza
- Zaplecze (Biuro Literackie, Legnica 2002)[29]

## Opracowania
- Opracowanie zbiorowe – Jesień już Panie a ja nie mam domu. Eugeniusz Tkaczyszyn-Dycki i krytycy (Korporacja Ha!art, Kraków 2001)[30]
- Opracowanie zbiorowe – Pokarmy. Szkice o twórczości Eugeniusza Tkaczyszyna-Dyckiego (WBPiCAK, Poznań 2012)[31]
- Krzysztof Hoffmann – Dubitatio. O poezji Eugeniusza Tkaczyszyna-Dyckiego (Wydawnictwo FORMA, Szczecin 2012)[32]
- Grzegorz Tomicki – Po obu stronach lustra. O poezji Eugeniusza Tkaczyszyna-Dyckiego (Wydawnictwo FORMA, Szczecin 2015)[33]

## Nagrody i nominacje
- Nagroda im. Kazimiery Iłłakowiczówny (1991)[1]
- Nagroda im. Józefa Czechowicza (1991)[34]
- Nagroda Literacka im. Barbary Sadowskiej (1994)[1]
- Nagroda Niemiecko-Polskich Dni Literatury w Dreźnie (1998)[1]
- Nagroda Literacka Gdynia (2006) za tom Dzieje rodzin polskich[35]
- Nagroda Literacka Gdynia (2009) za tom Piosenka o zależnościach i uzależnieniach[36]
- Nagroda Literacka „Nike” (2009) za tom Piosenka o zależnościach i uzależnieniach[37]
- nominacja do Wrocławskiej Nagrody Poetyckiej Silesius (2009) za tom Piosenka o zależnościach i uzależnieniach[38]
- Wrocławska Nagroda Poetycka Silesius (2012) za tom Imię i znamię[39]
- nominacja do Nagrody im. Cypriana Kamila Norwida (2015) za tom Kochanka Norwida[40]
- nominacja do Nagrody Poetyckiej Orfeusz (2015) za tom Kochanka Norwida[41]
- nominacja do Nagrody Literackiej „Nike” (2015) za tom Kochanka Norwida[42]
- nominacja do Nagrody Poetyckiej im. Wisławy Szymborskiej (2017) za tom Nie dam ci siebie w żadnej postaci[43]
- nominacja do Nagrody Literackiej „Nike” (2017) za tom Nie dam ci siebie w żadnej postaci[44]
- Wrocławska Nagroda Poetycka Silesius (2020) za całokształt twórczości[45]
- Międzynarodowa Nagroda Poetycka miasta Münster (2021)[46]

## Odniesienia w kulturze
Łódzki Teatr Napięcie w 2007 roku wystawił sztukę Przewodnik dla bezdomnych (na podstawie zbioru Przewodnik dla bezdomnych niezależnie od miejsca zamieszkania oraz twórczości Arthura Rimbauda) z muzyką zespołu The Homeless Band.